# Tångberget (naturreservat)
Tångberget är ett naturreservat i Gävle kommun i Gävleborgs län.
Området är naturskyddat sedan 2013 och är 54 hektar stort. Reservatet består av hällmarkstallskog, blandskog, klapperstensfält och några sänkor och rikkärr.